# Llac Gatún
Llac Gatún (castellà: Lago Gatún ) és un llac artificial d'aigua dolça al sud de Colón, Panamà. Als 26 aproximadament sobre el nivell del mar, forma una part important del Canal de Panamà, transportant vaixells 33 km (21 mi) del seu trànsit a través de l'istme de Panamà. Va ser creat el 27 de juny de 1913 quan es van tancar les portes de l'abocador de la presa de Gatún . El nivell de l'aigua era d'uns 14.6 m (48 ft) sobre el nivell del mar i s'esperava que s'omplirà fins als nivells operatius en els propers sis mesos.

## Construcció
Creat l'any 1913 amb l'embassament del riu Chagres, el llac Gatún és una part clau del canal de Panamà, ja que proporciona els milions de litres d'aigua necessaris per fer funcionar les seves rescloses cada vegada que hi passa un vaixell. Quan es va construir, el llac Gatún era el llac artificial més gran del món. La selva tropical intransitable al voltant del llac ha estat la millor defensa del canal de Panamà. Avui dia, aquestes zones romanen pràcticament il·leses per la interferència humana i són una de les poques zones accessibles on es poden observar diverses espècies d'animals i plantes natives d'Amèrica Central en el seu hàbitat natural.

## Geografia
El llac Gatún cobreix uns 470 km . L'illa més gran del llac és l'illa de Barro Colorado, que es va establir per a l'estudi científic quan es va formar el llac, i és operada per la Smithsonian Institution. Aquí es van originar molts descobriments científics i biològics importants del regne animal i vegetal tropical.
El llac Gatún també proporciona aigua potable per a la ciutat de Panamà i Colón.

## Pesca
La pesca és una de les principals activitats recreatives del llac Gatún. El llobarro no autòcton va ser introduït per accident al llac Gatún al voltant de 1967 per un empresari local, i des de llavors ha prosperat fins a convertir-se en el peix caça dominant al llac Gatún. Anomenat localment Sargento i es creu que és l'espècie Cichla pleiozona, aquests llobarros provenen de les conques dels rius Amazones, Rio Negro i Orinoco. Tot i que es considera un peix de caça de primer nivell en la seva distribució natural, la introducció del llobarro al llac Gatún va tenir efectes devastadors sobre les espècies locals. Segons un informe del Smithsonian, les poblacions de peixos nadius del llac encara no s'han recuperat. Només es va trobar una quarta part del nombre d'espècies de peixos autòctons en un mostreig pres el 2016.